# Certamen Literari Vila de Puçol
El Certamen Literari Vila de Puçol són uns guardons ubicats en el camp de la literatura en valencià, concretament a la novel·la i la poesia. Són convocats per l'Ajuntament de Puçol, a l'Horta Nord. Els premis es fan públics cap al mes de setembre, es lliuren amb motiu de la festivitat del 9 d'Octubre i les obres guanyadores són editades a la primavera de l'any següent.
La seua primera edició va ser l'any 1983, només amb la convocatòria de Narrativa. Els anys posteriors s'hi afegeix una modalitat d'assaig, que aplegarà fins al tombant de la dècada dels anys 90. L'any 1991 es va convocar la categoria de Narrativa Infantil, la qual no tingué continuïtat. Des de l'any 1997 s'hi suma la categoria de Poesia, la qual duu el nom de l'escriptor puçolenc Josep Maria Ribelles (1932-1997).

## Guardonats
| Any  | Narrativa                                                     | Assaig (1985-1989) / Poesia Josep Maria Ribelles (des de 1997)                                                         |
| ---- | ------------------------------------------------------------- | --- |
| 1983 | Llegendes, Nel·lo Navarro                                     | |
| 1984 | Letres esperançades, Brauli Montonya i Abad                   | |
| 1985 | La roda de la Fortuna, Cristòfor Martí Adell                  | Puçol, aproximación a su mundo vegetal, pasado y presente, Rafael Escrig Faios                                         |
| 1986 | Guanyat per Vicent Penya i Calatayud                          | Declarat desert |
| 1987 | En busca de la quimera, Carles Recio                          | Declarat desert |
| 1988 | Visita imprevista, Carles Recio                               | Declarat desert |
| 1989 | Històries fora de manual, Jordi Mata i Viadiu                 | Aproximació a Josep Mª Ribelles i a 'Penumbra del cuerpo que ilumina', Francesc Llopis Rodrigo i Victor Cebrián Alonso |
| 1990 | Una llarga missa a Bruges, Josep Vicent Maroto i Borrego      | |
| 1991 | Toca-la altra vegada Sam, Maria José Yago Casas               | |
| 1992 |                                                               | |
| 1993 | El cavaller encobert, Carles Recio                            | |
| 1994 | El mal enamorat, Maurici Pla                                  | |
| 1995 | No es va convocar                                             | Poemes 1980-1995, Pedro Gandia                                                                                         |
| 1996 | No es va convocar                                             | |
| 1997 | No es va convocar                                             | Hel i xs, Pedro Gandia                                                                                                 |
| 1998 | Un assumpte de perifèria, Jordi Sebastià i Talavera           | Antara, Alexandre Navarro i Tomàs i Paral·lelament a la fosca, Marisol Gonzàlez Felip                                  |
| 1999 | L'heretgia amagada, Vicent Pallarès i Porcar                  | La rebotiga del brocanter, Josep Igual i Febrer                                                                        |
| 2000 | Un tango de Gardel en el gramòfon, Miquel López Crespí        | Física dels límits, Joan Garí Clofent                                                                                  |
| 2001 | Sang i fetge, Jordi Colonques i Bellmunt                      | El baf de l'espill, Berna Blanch Chirivella                                                                            |
| 2002 | Solcs en l'aigua, Octavi Monsonís                             | Ludus Cupidinis, Ángel Montesinos                                                                                      |
| 2003 | Tele-visions, Nel·lo Navarro                                  | Vida endins, José Torres Espejo                                                                                        |
| 2004 | Guarda't dels jocs del destí, Encarna Sant-Celoni i Verger    | Les cendres del cavaller, Silvestre Vilaplana i Barnés                                                                 |
| 2005 | La màquina ronca, Urbà Lozano                                 | El buit, Vicent Penya i Calatayud                                                                                      |
| 2006 | Micromèxics, Joan Pinyol i Colom                              | L'entretemps perdut, Josep Manel Esteve                                                                                |
| 2007 | Declarat desert                                               | Temps de frisança, Rafael Català i Moros                                                                               |
| 2008 | El codicil de Quermes, Leandre Iborra i Polo                  | Només per a dones, Pere Bessó                                                                                          |
| 2009 | Històries espectrals, Rafael Escobar Martínez                 | Illa retrobada, Maria Carmen Sáez Lorente                                                                              |
| 2010 | Món animal, Jordi Colonques i Bellmunt                        | De la fusta a l'aigua, Francesc Mompó Valls                                                                            |
| 2011 | Apunts d'altres mons, Berna Blanch i Chirivella               | Desterrats, Marc Artigau i Queralt                                                                                     |
| 2012 | Una història amb sol i ombres, Josep Usó i Mañanós            | El circuit de Papez, Antonio Martínez Peris                                                                            |
| 2013 | El cas Peníscola, Manuel Joan i Arinyó                        | La fràgil arquitectura dels teus gestos, Josep Manel Vidal                                                             |
| 2014 | L'any de l'herba-sana, Josep Usó i Mañanós                    | Ciutat dies insòlits, Francesc Viadel                                                                                  |
| 2015 | Insòlita memòria, Vicent Penya i Calatayud                    | Úter, Josep Maria Balbastre Vila                                                                                       |
| 2016 | El torb sobre la mar, Jeroni Muñoz Soler                      | Les hores ermes, Vicent Torres Aguado                                                                                  |
| 2017 | Germània, Pau Berenguer Soriano                               | Naufragi entre la culpa i l'oblit, Montse Assens i Borda                                                               |
| 2018 | Hitchcock al sofà, Pep Calero                                 | Claror dels marges, Manuel Bellver i Bayo                                                                              |
| 2019 | desert                                                        | Vespres d'inventari, Josep Micó i Conejero                                                                             |
| 2020 | Tots els dies seran setembre, Josep Manel Vidal               | Xaman, Antoni Gómez Giménez                                                                                            |
| 2021 | Mala sort per a la fusta si naix violí, Antoni Martínez Bonet | A dues veus, Josep Pérez i Tomás                                                                                       |
| 2022 | Amb mal peu, Manuel Joan i Arinyó                             | Tríptic del meu cos al llit sota la llum d’una bombeta d’escassa potència, Joan Carles González                        |
| 2023 | El mirall de Kalanos, Joan Francesc Dalmau Llagostera         | De déus efímers, Jesús Girón Araque                                                                                    |